# رشاش (سلاح)

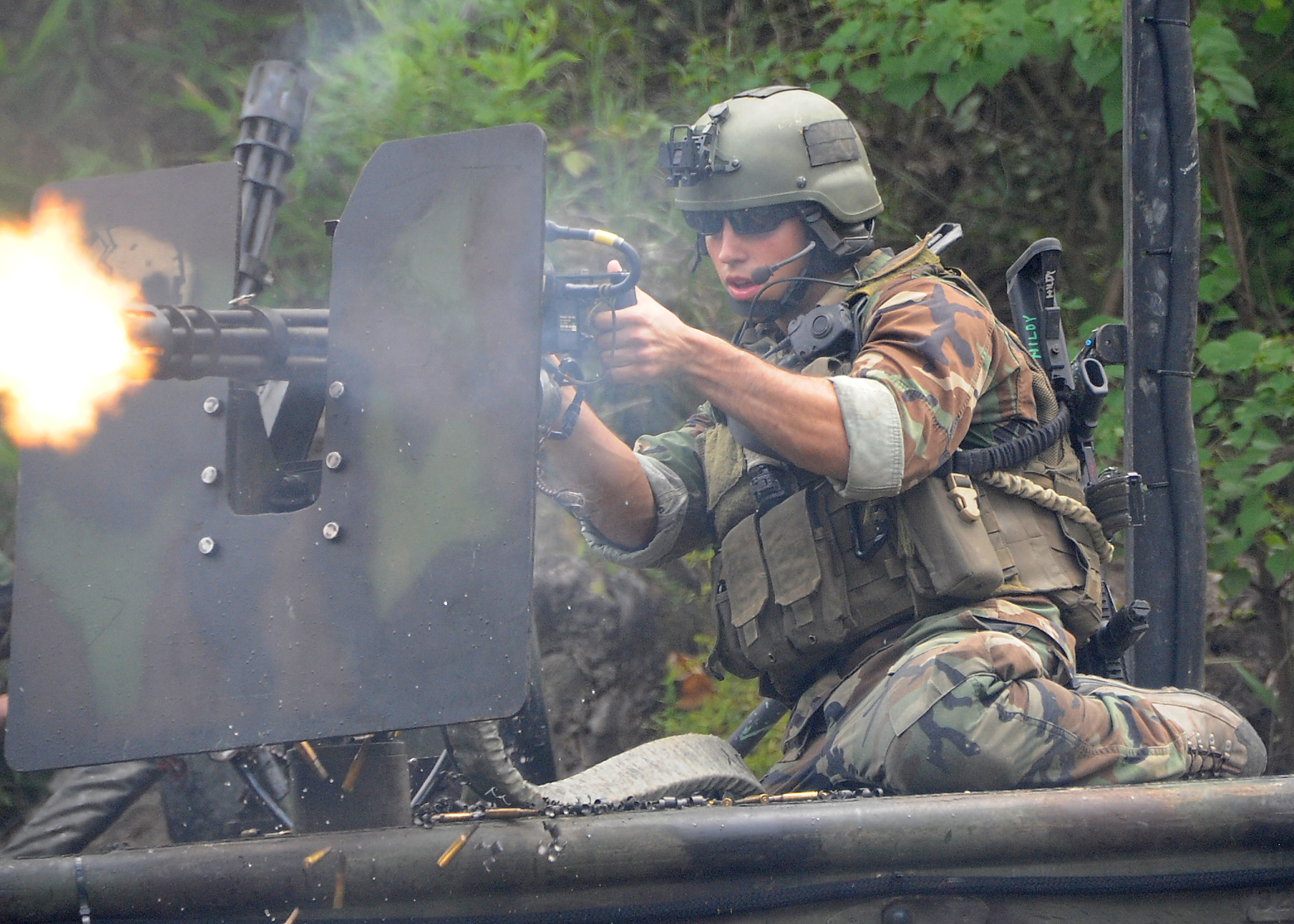
رشاش M134

الرشاش هو سلاح ناري آلي أوتوماتيكي وعادة ما يهدف إلى إطلاق النار من بندقية سريعة الطلقات بواسطة حزام الذخيرة، وعادة بمعدل يبلغ عدة مئات من الطلقات في الدقيقة الواحدة. الرشاشات الأولى تم تشغيلها يدوياً، على سبيل المثال، عن طريق تحويل من ناحية الساعد. أما الرشاشات المستخدمة حالياً فتعمل بضغط غرفة الغاز أو بمساعدة مصدر كهربائي (للرشاشات التي تصل عدد طلقاتها أكثر من الف طلقة في الدقيقة) مثل رشاش MK 134، في قانون الولايات المتحدة، الرشاش هو أي سلاح ناري اوتوماتيكي بالكامل.

## الرشاش الحديث
MP5 : يُعتبر من أفضل الرشاشات في العالم وتم تطويره من قبل شركة هيكلر اند كوخ الألمانية، وتعتمد عليه الشرطة الألمانية والقوات الخاصة بمراقبة الحدود. يعمل السلاح الناري بالإشعاع ويتميز بدقته الكبيرة في إصابة الأهداف ويُنصح به.
Uzi : تم تصميمه من قِبل عوزيل غال، الذي كان مُلازمًا في الجيش الإسرائيلي. وتم تبنيِّه بصفة رسمية عام 1951م، قبل أن تشرع قوات خاصة تابعة للجيش الإسرائيلي في استخدامه إبتداءً من عام 1954م. يتميز بسهولة استخدامه وتصميمه البسيط، وهو مُعتمد حاليًا في أكثر من 70 دولة حول العالم.
P90 : جرى تطويره في بلجيكا بأواخر الثمانينيات، ويستخدم حاليًا من قبل القوات العسكرية وقوات إنفاذ القانون. تصميمه استثنائي وخصائصه غير عادية، إلى جانب وزنه الخفيف وحجمه الصغير.
MP7 : صنعته شركة هيكلر اند كوخ الألمانية وطُرِحَ عام 2000. كان يعرف سابقًا بسلاح الدفاع الشخصي، إلا أن جيوش عدة دول تستخدمه حاليًا، مثل كوريا الجنوبية والمملكة المتحدة. يعمل بالغاز ويشبه تصميمه الداخلي بندقية هكلر آند كوخ جي36. ويتميز بتفوقه من حيث المدى وقدرته على الاختراق.
PM12 : رشاش تم تطويره في الخمسينيات، وطُرِحَ في الأسواق لأول مرة عام 1959م. اعتمد عام 1961م من قبل الجيش الإيطالي، لكن موقع «ميليتري توداي» يتوقع أن يتوقف استخدامه قريبًا، حيث يقول إنه «عفا عليه الزمن».
MAC-10 : تم تصميمه بواسطة مصمم الأسلحة الأميركي جوردون إنغرام. يتميز بحجمه الصغير وبقدرته على إصابة الأهداف القريبة. يصفه خبراء الأسلحة بـ«السلاح الموثوق به»، كما أنه يتوافق مع كواتم الصوت.
CZ Scorpion Evo 3 : سلاح من الجيل الثالث صُنِعَ في التشيك. تم اعتماده عام 2009م من قبل القوات المسلحة والشرطة في الجمهورية التشيكية. رشاش خفيف الوزن وصغير الحجم، مناسب للحمل المخفي وللاستخدام داخل المباني والمركبات والمساحات الضيقة.
MP9 : سلاح آلي تم تصميمه وتصنيعه من قبل شركة "Brugger & Thomet" السويسرية. المثير في السلاح أنه لم يَلْقَ إقبالًا فيالبداية، مما جعل المصممين يجرون أكثر من 19 تغييرًا هندسيًا عليه. يُستخدَم حاليا في الجيش السويسري ويتم تصديره إلى بلغاريا والهند وإندونيسيا وماليزيا وهولندا والبرتغال وروسيا وتايلاند.
SAF : رشاش طورته تشيلي عام 1993، اعتمادا على البندقية السويسرية SIG SG 540. يمتاز بسهولة استخدامه وسرعة إطلاق النار منه، أما مداه فيصل إلى 100 متر.

## وصلات خارجية
- كالاشنيكوف - الرشاش الأكثر رواجا في العالم